# Ejército de la India
El Ejército de la India (en hindi: भारतीय थलसेना, romanizado: Bhāratīya Thalsēnā; en inglés: Indian Army; IA) es la rama terrestre y el mayor componente de las Fuerzas Armadas de la India. El presidente de la India es de iure el comandante en jefe del Ejército mientras que el liderazgo de facto radica en el ministro de Defensa, y es comandado por el Jefe de Estado Mayor del Ejército (COAS), que es un general de cuatro estrellas. Dos oficiales han sido conferidos con el rango de Mariscal de Campo, un rango de cinco estrellas, que es una posición ceremonial de gran honor. El Ejército Indio se originó a partir de los ejércitos de la Compañía Británica de las Indias Orientales, que se convirtieron en el Ejército Indio Británico y, finalmente, en el ejército nacional después de la independencia. Las unidades y regimientos del ejército indio tienen diversas historias y han participado en una serie de batallas y campañas en todo el mundo, ganando un gran número de honores de batalla antes y después de la Independencia.
La misión principal del ejército es garantizar la seguridad nacional y la unidad, la defensa de la nación de la agresión y las amenazas externas, y el mantenimiento de la paz y la seguridad dentro de sus fronteras. Conduce las operaciones de rescate humanitarios durante los desastres naturales y otras perturbaciones, y también puede ser requisado por el gobierno para hacer frente a amenazas internas. Es un componente importante del poder nacional junto a la Armada y la Fuerza Aérea de la India. Ha participado en cuatro guerras con el vecino Pakistán y otra con China. Otras operaciones importantes emprendidas por el ejército incluyen la Operación Vijay, Operación Meghdoot y la Operación Cactus. Aparte de los conflictos, el ejército ha llevado a cabo grandes ejercicios en tiempo de paz como la operación Brass Tacks y el ejercicio Shoorveer, y también ha sido un participante activo en numerosas misiones de paz de las Naciones Unidas, entre ellas las de Chipre, Líbano, Congo, Angola, Camboya, Vietnam, Namibia, El Salvador, Liberia, Mozambique y Somalia.
El Ejército indio tiene un sistema regimental, pero se divide operativa y geográficamente en siete comandos. Es uno de los mayores ejércitos permanentes en el mundo, con 1 129 900 soldados activos y 960 000 tropas de reserva. El ejército se ha embarcado en un programa de modernización de infantería conocido como F-INSAS, y está actualizando y adquiriendo nuevos activos para sus blindados, ramas de artillería y aviación.